# Friedhelm Möhrle
Friedhelm Möhrle (* 24. Juli 1934) ist ein deutscher Jurist und Politiker (SPD) und war von 1969 bis 1993 Oberbürgermeister der Stadt Singen (Hohentwiel).

## Leben und Beruf
Nach dem Abitur am Gymnasium Singen 1954 studierte Möhrle Rechtswissenschaften in Tübingen und Paris. Nach dem zweiten Staatsexamen in Berlin wurde er ab 1963 Regierungsrat, Kriminalrat und Oberregierungsrat beim Innensenator von Berlin.

## Politische Karriere
1969 wurde Möhrle als Nachfolger von Theopont Diez (CDU) zum Oberbürgermeister von Singen gewählt. Er wurde zweimal wiedergewählt. Sein Nachfolger wurde 1993 Andreas Renner (CDU).

## Ehrungen
Für seinen vielfältigen Einsatz, auch für die Kultur, erhielt er 1995 das Bundesverdienstkreuz.